# Віндзор (Нова Шотландія)
Віндзор (англ. Windsor) — містечко в Канаді, у провінції Нова Шотландія, у складі графства Гантс.

## Населення
За даними перепису 2016 року, містечко нараховувало 3648 осіб, показавши скорочення на 3,6%, порівняно з 2011-м роком. Середня густина населення становила 400,6 осіб/км².
З офіційних мов обидвома одночасно володіли 210 жителів, тільки англійською — 3 145. Усього 70 осіб вважали рідною мовою не одну з офіційних.
Працездатне населення становило 53,1% усього населення, рівень безробіття — 10,4% (10,4% серед чоловіків та 9,8% серед жінок). 88,5% осіб були найманими працівниками, а 8,3% — самозайнятими.
Середній дохід на особу становив $35 017 (медіана $27 563), при цьому для чоловіків — $41 513, а для жінок $30 117 (медіани — $34 432 та $23 712 відповідно).
27,1% мешканців мали закінчену шкільну освіту, не мали закінченої шкільної освіти — 23,8%, 49% мали післяшкільну освіту, з яких 35,7% мали диплом бакалавра, або вищий, 15 осіб мали вчений ступінь.
| Статево-вікова структура населення | Статево-вікова структура населення | Статево-вікова структура населення | Статево-вікова структура населення | Статево-вікова структура населення |
| ---------------------------------- | ---------------------------------- | ---------------------------------- | ---------------------------------- | ---------------------------------- |
|                                    |                                    |                                    |                                    |                                    |
| Всього                             | Всього                             | 44,9%55,1%                         |                                    |                                    |
| 0 — 14 років                       | 0 — 14 років                       |                                    | 14%                                | 14%                                |
| 15 — 64 років                      | 15 — 64 років                      |                                    | 57,4%                              | 57,4%                              |
| 65 і більше                        | 65 і більше                        |                                    | 28,6%                              | 28,6%                              |
| 85 і більше                        | 85 і більше                        |                                    | 7,7%                               | 7,7%                               |
| 100 і більше                       | 100 і більше                       |                                    | 0,3%                               | 0,3%                               |
| Середній вік (років)               | Середній вік (років)               | 44,150,4                           | 47,6                               | 47,6                               |
| Медіана (років)                    | Медіана (років)                    | 46,752,5                           | 50,2                               | 50,2                               |
| — чоловіки — жінки                 |                                    |                                    |                                    |                                    |

| Походження мешканців:     | Походження мешканців:     | Походження мешканців: | Походження мешканців: | Походження мешканців: |
| ------------------------- | ------------------------- | --------------------- | --------------------- | --------------------- |
| Походження                |                           |                       | осіб                  | %                     |
| Корінні американці        | Корінні американці        |                       | 150                   | 4.68%                 |
| Інше північноамериканське | Інше північноамериканське |                       | 1 645                 | 51.33%                |
| Європейське               | Європейське               |                       | 1 940                 | 60.53%                |
| британське                | британське                |                       | 1 755                 | 54.76%                |
| французьке                | французьке                |                       | 215                   | 6.71%                 |
| українське                | українське                |                       | 30                    | 0.94%                 |
| Карибське                 | Карибське                 |                       | 35                    | 1.09%                 |
| Африканське               | Африканське               |                       | 70                    | 2.18%                 |
| Азійське                  | Азійське                  |                       | 35                    | 1.09%                 |

| Зайнятість населення за галузями (за класифікацією NOC): | Зайнятість населення за галузями (за класифікацією NOC): | Зайнятість населення за галузями (за класифікацією NOC): | Зайнятість населення за галузями (за класифікацією NOC): | Зайнятість населення за галузями (за класифікацією NOC): |
| -------------------------------------------------------- | -------------------------------------------------------- | -------------------------------------------------------- | -------------------------------------------------------- | -------------------------------------------------------- |
|                                                          |                                                          |                                                          |                                                          |                                                          |
| Управління                                               | Управління                                               |                                                          | 6,8%                                                     | 6,8%                                                     |
| Бізнес, фінанси та адміністрування                       | Бізнес, фінанси та адміністрування                       |                                                          | 13,6%                                                    | 13,6%                                                    |
| Природничі та прикладні науки                            | Природничі та прикладні науки                            |                                                          | 2,2%                                                     | 2,2%                                                     |
| Охорона здоров'я                                         | Охорона здоров'я                                         |                                                          | 11,1%                                                    | 11,1%                                                    |
| Освіта, правозахист, муніципальні та урядові служби      | Освіта, правозахист, муніципальні та урядові служби      |                                                          | 16,8%                                                    | 16,8%                                                    |
| Мистецтво, культура, відпочинок та спорт                 | Мистецтво, культура, відпочинок та спорт                 |                                                          | 2,5%                                                     | 2,5%                                                     |
| Роздрібна торгівля та послуги                            | Роздрібна торгівля та послуги                            |                                                          | 26,2%                                                    | 26,2%                                                    |
| Гуртова торгівля, транспорт та обладнання                | Гуртова торгівля, транспорт та обладнання                |                                                          | 15,8%                                                    | 15,8%                                                    |
| Природні ресурси, сільське господарство                  | Природні ресурси, сільське господарство                  |                                                          | 2,5%                                                     | 2,5%                                                     |
| Виробництво                                              | Виробництво                                              |                                                          | 2,9%                                                     | 2,9%                                                     |

## Клімат
Середня річна температура становить 6,7°C, середня максимальна – 23,1°C, а середня мінімальна – -11,7°C. Середня річна кількість опадів – 1 240 мм.
| Клімат поселення                              | Клімат поселення | Клімат поселення | Клімат поселення | Клімат поселення | Клімат поселення | Клімат поселення | Клімат поселення | Клімат поселення | Клімат поселення | Клімат поселення | Клімат поселення | Клімат поселення | Клімат поселення |
| Показник                                      | Січ.             | Лют.             | Бер.             | Квіт.            | Трав.            | Черв.            | Лип.             | Серп.            | Вер.             | Жовт.            | Лист.            | Груд.            |                  |
| Середній максимум, °C                         | 0,04             | 0,33             | 4,68             | 10,44            | 16,23            | 21,31            | 23,09            | 22,81            | 18,53            | 12,99            | 8,04             | 1,69             |                  |
| Середня температура, °C                       | −5,81            | −5,52            | −1,18            | 4,58             | 10,39            | 15,49            | 19,07            | 18,79            | 14,49            | 8,97             | 3,99             | −2,33            |                  |
| Середній мінімум, °C                          | −11,65           | −11,36           | −7,02            | −1,27            | 4,54             | 9,62             | 15,04            | 14,78            | 10,49            | 4,94             | −0,01            | −6,37            |                  |
| Норма опадів, мм                              | 130              | 101              | 120              | 97               | 94               | 79               | 80               | 77               | 104              | 104              | 132              | 122              |                  |
| Середньомісячна швидкість вітру, м/с          | 4.85             | 4.80             | 4.79             | 4.58             | 4.10             | 3.80             | 3.46             | 3.40             | 3.78             | 4.35             | 4.59             | 4.95             |                  |
| Середньомісячна сонячна радіація, кДж/м²·день | 4995             | 8204             | 11970            | 15039            | 18134            | 20419            | 20229            | 17949            | 13686            | 8806             | 5088             | 3887             |                  |
| --------------------------------------------- | ---------------- | ---------------- | ---------------- | ---------------- | ---------------- | ---------------- | ---------------- | ---------------- | ---------------- | ---------------- | ---------------- | ---------------- | ---------------- |
| Джерело:                                      |                  |                  |                  |                  |                  |                  |                  |                  |                  |                  |                  |                  |                  |